# パウル・ヴァルデン
パウル・ヴァルデン（Paul Walden ラトビア語: Pauls Valdens; ロシア語: Павел Иванович Вальден; ドイツ語: Paul von Walden; 1863年7月26日 – 1957年1月22日）は、ロシア、ラトビア、ドイツの化学者。立体化学や化学史に関する研究で知られる。特に、ヴァルデン反転として知られる立体化学的反応を発明し、初めて室温イオン液体である硝酸エチルアンモニウムを合成した。

## 若いころ
現在のラトビア、Pārgauja municipality、Stalbe parishにあるRozulasでラトビアの大規模な農家の元生まれる。4歳の時、父を亡くし、その後母を亡くした。リガに住んでいた2人の兄（1人は商人、1人は中尉であった）からの財政的支援のおかげで、なんとか教育を完了することができた。最初はツェーシスの町の地区学校を優等な成績で卒業し（1876年）、リガ工科高校を卒業した（1882年）。1882年12月、リガ工科大学に入学し、化学に真剣に興味を持つようになった。1886年に硝酸と亜硝酸とさまざまな試薬との反応の色評価に関する最初の科学的研究を発表し、硝酸の検出に関する色を用いた方法の感度の限界を確立した。1887年4月、ロシアの物理化学協会の会員に任命された。この間にヴィルヘルム・オストヴァルト（1909年ノーベル化学賞受賞者）との共同研究を開始し、このことは科学者としての成長に大きな影響を与えた。彼らの最初の研究は1887年に発表され、塩の水溶液の電気伝導率の分子量への依存性に関するものであった。

## 化学の研究
1888年、化学工学の学位を取得し大学を卒業し、C. Bischof教授の助手として化学科での研究を続けた。彼の指導のもと、「立体化学のハンドブック」("Handbook of Stereochemistry") の編集を開始し、1894年に発表された。このハンドブックを作成するにあたり、多くの化学合成と特性評価を行う必要があり、結果として立体化学のみに関する57のジャーナル論文が作成され、1899年から1900年にロシア及び外国ジャーナルに57のアーティクルが掲載された。また、物理化学の分野で研究を続け、1899年に非水溶媒のイオン化力が誘電率に正比例することを確立した。1890年と1891年の夏休みにライプツィヒ大学のオストヴァルトを訪ね、1891年9月にそこで特定の有機酸の親和性の値に関する修士論文のディフェンスを行った。オストヴァルトは個人講師としてライプツィヒに留まることを提案したが、ヴァルデンはリガでのより良いキャリアを望み辞退した。
1892年の夏に物理化学の助教授に任命された。1年後、堆積層の浸透圧現象に関する博士号をディフェンスし、1894年9月にリガ工科大学で分析化学および物理化学の教授になった。1911年までそこで研究を行い、1902年から1905年の間に学長を務めた。1895年、後にヴァルデン反転と呼ばれるようになる最も注目すべき発見を行った。これはつまり水素が関与する特定の交換反応を介して、同じ化合物からさまざまな立体異性体を得ることができることである。このトピックは、1899年3月にサンクトペテルブルク大学でディフェンスされた彼のハビリテーション（教授資格論文）の基礎となった。
その後、非水溶液の電気化学に興味を持つようになった。1902年、無機および有機溶媒の自己解離の理論を提案した。1905年に媒質の最大分子伝導率と粘度の関係を発見し、1906年に「溶媒和」という用語を生み出した。立体化学に関する研究と共にこれらの結果により、彼は有名となった。1913年と1914年にはノーベル化学賞の候補であったと考えられている。

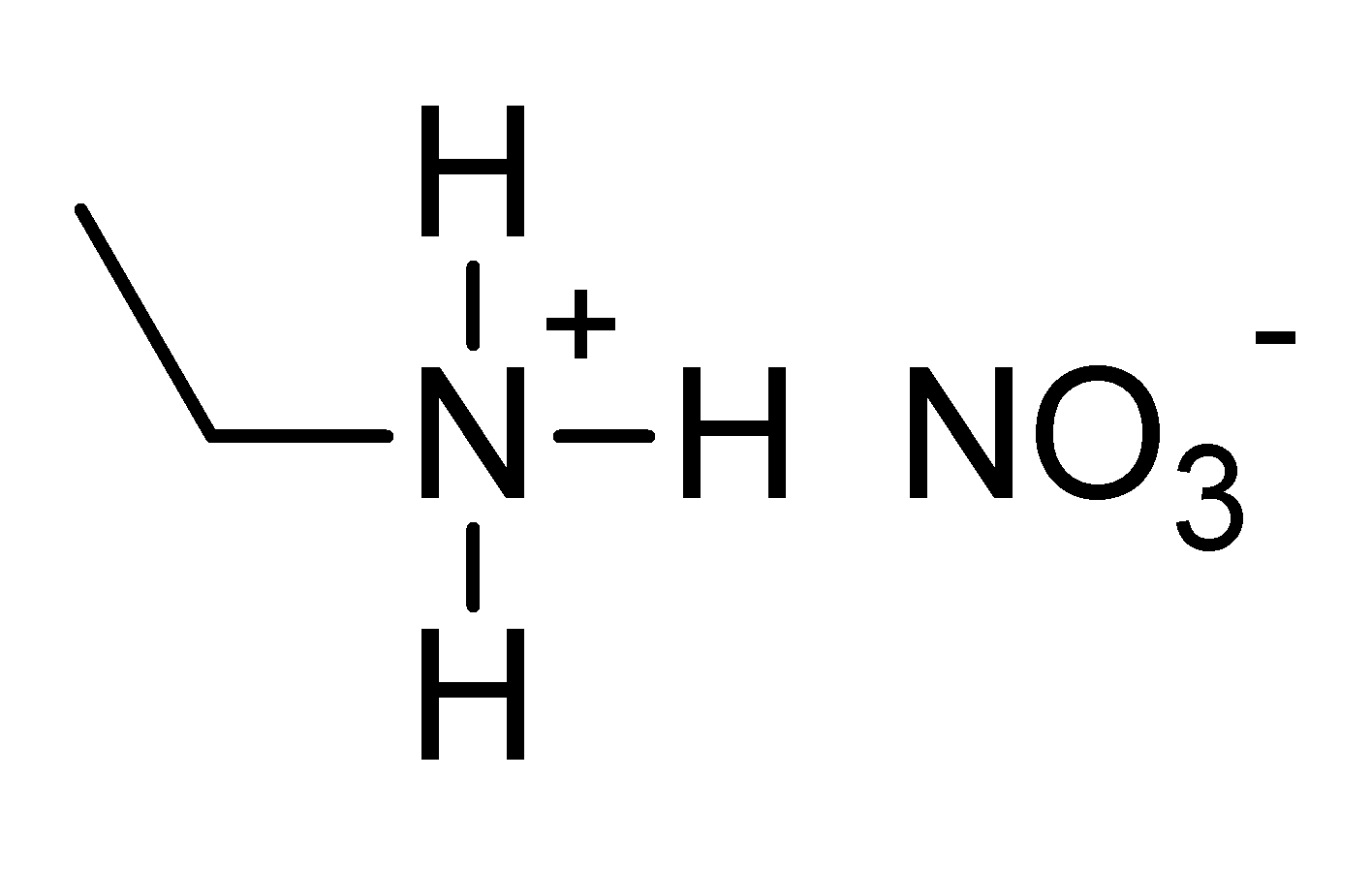
硝酸エチルアンモニウム

1896年にリガ工科大学に改革が起きた。以前は全ての教育がドイツ語で行われ、ヴァルデンはロシア語でいくつかのコースを提供する唯一の教授であったが、それ以降ロシア語が公用語になった。この変更によりロシア政府から助成金を受け取ることができ、卒業生がロシアでの地位を得るのに役立った。これらの改革はヴァルデンとオストヴァルトという非常に珍しい共同研究をもたらした。ヴァルデンは化学科を再建しており、オストヴァルトは例としてライプツィヒの化学研究所の青写真を送った。1910年5月、サンクトペテルブルク科学アカデミーの会員に選出され、1911年にアカデミーの化学研究所（1748年にミハイル・ロモノーソフにより創立された）を率いるためにサンクトペテルブルクに招待された。1919年までその地位にあった。例外として、より良い研究の可能性があるリガに滞在することを許されたが、アカデミーの懐疑と研究指導のためにほぼ毎週電車でサンクトペテルブルクへ通っていた。1911年から1915年の間に、"Proceedings of the Academy of Sciences" に非水溶液の電気化学に関する14個のアーティクルを発表した。特に1914年に初の室温イオン液体、すなわち融点12℃の硝酸エチルアンモニウム (C2H5)NH+
3·NO−
3 を合成した。
1915年以降、第一次世界大戦、ロシアの政情不安、そして十月革命により引き起こされた困難によって、研究活動を減らし、教育と管理業務に集中し、科学における指導的な地位を占めた。ラトビアでの政情不安のため一緒にドイツに移住した。ロストック大学の無機化学の教授に任命され、1934年に退官するまでそこで研究した。1924年、リガに招待されそこで一連の講義を行った。リガとサンクトペテルブルクでの化学の指導的な地位を提供されたが辞退した。移住したにもかかわらずロシアで人気があったため、1927年にロシア科学アカデミーの外国人会員に任命された。その後、1928年にスウェーデン、1932年にフィンランドのアカデミーの会員にもなった。1942年ホフマン賞受賞。

## 晩年
晩年は化学史に焦点を当て、1万冊以上の他に類を見ない蔵書を収集した。1942年のイギリス軍によるロストック空爆により、蔵書と家は破壊された。その後、ベルリンに移り、フランクフルト・アム・マインに移り、そこで地元の大学の化学史の客員教授となった。第二次世界大戦終結時にはフランス占領地域におりソ連占領下にあるロストック大学をクビになり、収入減を失った。ドイツの化学者たちが繕った質素な年金で生きながらえ、テュービンゲンでときどき講義をしたり、回想録を書いたりした。1949年、彼の最も有名な著作である『化学史』"History of Chemistry"を著した。1957年に93歳でGammertingenで死去した。回想録は1974年に出版された。